# Іван Ломиковський
Іва́н Васи́льович Ломико́вський (1646—1714) — український державний та військовий діяч доби гетьмана Івана Мазепи.
Генеральний осавул (1696—1707) та Генеральний обозний (1707—1709) в уряді Івана Мазепи. Один із лідерів Гетьманату Пилипа Орлика в екзилі (Молдова).

## Біографія
Родом з Волині (імовірно із села Деражня-Велика поблизу Звягеля).
Починав військову та державну кар'єру в Правобережній Україні. З огляду на добру освіту та родинні зв'язки призначений Генеральним Писарем в уряді гетьмана Правобережної України Михайла Ханенка.
З 1677 — складає присягу Лівобережному Гетьманату, де одразу отримує від Гетьмана Івана Самойловича титул знатного військового товариша (1681), гетьманського дворака (1684), а після Коломацької ради, в якій він брав безпосередню участь, член Генерального Суду (1688) в уряді Івана Мазепи. Йому доручають зустріч московського посольства, а згодом він фактично керує апаратом адміністрації Гетьмана, який часто відлучався до Московії.
З 1689 — Генеральний Хорунжий (заміщує на цій посаді М. Миклашевського — імовірно кума) (1689—1691), Наказний Гетьман (квітень 1690), Генеральний Осавула (1692—1707), Генеральний Обозний (1707—1710).
З 1709 — в політичній еміграції на території Молдови (Бендерах, згодом у Яссах). Помер у столиці Молдовського князівства, залишивши заповіт.
П'ятеро дітей Ломиковського, а також його онуки постійно переслідувалися окупаційним московським урядом. Усі діти, крім зятя миргородського полковника Данила Апостола — Івана Івановича Ломиковського, зазнали висилок та матеріального убозтва. Ілля та Михайло померли у Москві, Олена — на Сибіру.

### Причина зближення з Іваном Мазепою
Історик Сергій Павленко припускає, що особливі довірчі стосунки Ломиковського та Мазепи сягають своїм корінням їх ранньої кар'єри. На початку 1670-их років вони посідали ранги Генеральних Писарів в урядах правобережного Гетьмана Михайла Ханенка та Обох сторін Дніпра Петра Дорошенка. І хоча їх зверхники притримувалися різних політичних орієнтацій (Ханенко — пропольської, Дорошенко — незалежницької), їх уряди працювали на Україну і чітко артикулювали інтереси українців.

## Власність
Універсалом Гетьмана Івана Мазепи Ломиковському передавалися у рангові володіння села Парафіївка, Лави, Тополь, Внуковичі та містечко Понорниця.